# 아일랜드의 연합주의
아일랜드 연합주의 (Unionism in Ireland)는 아일랜드에서 영국 국왕에 충성하고 영국의 헌법을 준수하는, 즉 영국과의 연합 유지를 표방하는 정치적 견해를 말한다. 1829년 가톨릭교도 해방령 이후 아일랜드 북부의 소수 개신교도 사이에서 압도적인 정서로 자리잡았으며, 아일랜드 의회 부활 반대의 근거로 내세워지게 되었다. 1921년 아일랜드 분할 이후로는 얼스터 연합주의 (Ulster Unionism)라는 이름으로 얼스터 6개주의 영국 잔류에 힘써왔으며, 이는 곧 지금의 북아일랜드를 이루게 된다. 1998년 벨파스트 협정으로 북아일랜드 내 평화 정착의 기틀이 마련된 시점에서, 연합주의는 자체 분권 지방정부 수립에 있어 아일랜드 국민주의와의 협치를 추구하는 한편으로, 경제적, 문화적 이익 확보를 위해 영국과의 관계 의존을 지속해 나가고 있다.
19세기 초 자유당 소수정부가 아일랜드 국민주의자에 양보하는 모양새를 취하자, 연합주의는 아일랜드 내에서 당파적 가맹세력으로까지 발전하였다. 특히 1886년과 1893년 아일랜드 자치법안 제정 당시, 아일랜드 정계의 주류였던 장로회계 농업개혁파 자유당 세력과 전통적인 성공회계 오렌지단 보수당 세력이 연대하여 한목소리로 반대 입장을 내기도 하였다. 제1차 세계 대전을 앞두고서는 여기에 왕당파 노동당 세력이 합류하여, 벨파스트 일대 지역을 중심으로 한 '얼스터 연합주의' 세력을 결성, 아일랜드 자치정부 수립에 대대적인 반대운동을 펼침과 동시에, 무장저항단체인 얼스터 의용대를 결성하기에 이른다.
1921년 아일랜드 대부분 지역이 아일랜드 자유국이라는 별개의 국가로 분할되는 것으로 결정된 한편, 영국에 잔류한 북동부 6개주에는 자치특권이 부여되었다. 이후 50년간 얼스터 연합주의자들은 얼스터 연합당을 꾸려 영국의 정당정치 체제와는 별개로 설치된 북아일랜드 의회를 통해 소수의 내부 반대세력과 함께 자치권력을 행사하였다.
그러던 1972년 영국 정부가 아일랜드 통일 문제를 둘러싼 정치적 폭력사태의 증가와, 북아일랜드의 가톨릭교도들이 시민사회와 정치권에 융합되는 것을 고려해야 한다며 벨파스트 의회를 정회시키는 일이 발생하였다. 이후 30년 가까이 이어진 북아일랜드 분쟁 기간 동안, 영국 정부는 권력분할 방안을 계속해서 제시하였고, 그에 대한 대응과정에서 연합주의자들은 아일랜드 정부와의 협의와 더불어 아일랜드 공화주의와 왕당파 무장단체로 분열되었다. 1998년 벨파스트 협정 체결로 공화파와 왕당파는 무기한 휴전에 합의하였으며, 북아일랜드 의회와 북아일랜드 행정부의 출범과 동시에 공동책무와 일괄동의의 원칙을 받아들이게 되었다.
벨파스트 협정은 2006년 재협상 과정을 거쳤으며, 협의주의 원칙 내에서의 갈등 관계는 여전히 문제로 남아 있다. 최근 각 선거에서 패하며 영향력을 잃고 있는 연합주의 세력은 같은 정부를 이끌어가는 국민주의 세력과 함께 북아일랜드의 반영국 감정 문제와 브렉시트 이후의 상황에 대응해 나가고 있다. 특히 브렉시트 문제에 있어서는 연합법과 배치되는 북아일랜드 의정서로 고유의 관세구역 수립을 지지하는 입장이다.

## 같이 보기
- 영국의 연합주의
- 아일랜드 국민주의
- 북아일랜드 분쟁